# Article 145 de la Constitution belge
L'article 145 de la Constitution belge fait partie du titre III Des pouvoirs. Il traite de l'attribution des contentieux relatifs aux droits politiques.
Il date du 7 février 1831 et était à l'origine — sous l'ancienne numérotation — l'article 93. Il n'a jamais été révisé.

## Texte
« Les contestations qui ont pour objet des droits politiques sont du ressort des tribunaux, sauf les exceptions établies par la loi. »

## Droit politique
Il existe de nombreuses controverses sur l'étendue de la définition de « droit politique ». Néanmoins, certains droits sont assuréments des droits politiques :
- le ius suffragii : le droit d'élire et d'être élu.
- le ius honorum : le droit d'être nommé à une fonction publique.
- le ius militiae : le droit d'être nommé à une fonction militaire.
- le ius tributi : le droit de payer ses impôts.
- le droit de bénéficier d'allocations de chômage[1].